# Дустматов, Захир
Захир Дустматов (тадж. Зоҳир Дӯстматов; 10 февраля 1914, Ходжент, Кокандское ханство — 6 февраля 1967, Душанбе, Таджикская ССР, СССР) — таджикский советский актер театра и кино, театральный режиссёр, Народный артист Таджикской ССР (1957).

## Биография
Родился в 1914 году. Окончил первую таджикскую студию (мастерская М.Астангова) Государственного института театрального искусства им. А. В. Луначарского (Москва, 1941). До учебы работал в системе народного образования. Один из основателей Ленинабадского театра музыкальной комедии им. А. С. Пушкина, сыграл на его сцене несколько ролей. В 1941—1942 гг. — актер Таджикского Государственного Академического театра драмы им. А. Лахути, в 1942—1945 гг. — актер и режиссёр Ленинабадского театра музыкальной комедии им. А. С. Пушкина. С 1945 года и до конца жизни — актер Академического театра драмы им. А.Лахути. Мастерство актера разнопланово, он с успехом играли драматические, и комедийные роли. В национальном кинематографе с 1956 года. Самой выдающейся работой актера стала главная роль Кори Ишкамба в фильме «Смерть ростовщика», отмеченная призом и дипломом за лучшее исполнение мужской роли на Смотре кинематографистов республик Средней Азии и Казахстана (1967).

## Театральные работы
Цирюльник («28-я ночь» Икрами), Тешабобо («Подарок за радостную весть» Закирова), Акталиев («Тариф-ходжаев» Дехоти и Рахим-заде), Горностаев («Любовь Яровая»).

## Фильмография
Актерские работы в художественных фильмах: «Дохунда» (1956), «Мой друг Наврузов» (1957), «Огонек в горах» (1958), «Судьба поэта» (1959), «Насреддин в Ходженте, или Очарованный принц» (1959), «Знамя кузнеца» (1961), «Двенадцать часов жизни» (1963), «Тишины не будет» (1963), «Смерть ростовщика» (1966).

## Награды и звания
- Награждён орденами Трудового Красного Знамени (1957)[2] и «Знак Почёта», почётной грамотой Президиума Верховного Совета Таджикской ССР.
- Народный артист Таджикской ССР (1957).

## Примечание
1. 1 2  Захир Дустматов. ГУ «Таджикфильм». Дата обращения: 27 июля 2021. Архивировано 27 июля 2021 года.
2. ↑  Каталог